# Сельское поселение Малый Атлым
Се́льское поселе́ние Малый Атлым — муниципальное образование в Октябрьском районе Ханты-Мансийского автономного округа Российской Федерации.
Административный центр — село Малый Атлым.

## История
Статус и границы сельского поселения установлены Законом Ханты-Мансийского автономного округа — Югры от 25 ноября 2004 года № 63-оз «О статусе и границах муниципальных образований Ханты-Мансийского автономного округа — Югры»

## Население
| 2010  | 2012  | 2013  | 2014  | 2015  | 2016  | 2017  |
| ----- | ----- | ----- | ----- | ----- | ----- | ----- |
| 1834  | ↘1769 | ↘1709 | ↘1669 | ↘1638 | ↘1636 | ↗1649 |
| 2018  | 2019  | 2020  | 2021  |       |       |       |
| ↘1620 | ↘1590 | ↗1600 | ↗2037 |       |       |       |

## Состав сельского поселения
| № | Населённый пункт | Тип населённого пункта       | Население |
| - | ---------------- | ---------------------------- | --------- |
| 1 | Большие Леуши    | посёлок                      | 459       |
| 2 | Большой Атлым    | село                         | 326       |
| 3 | Заречный         | посёлок                      | 206       |
| 4 | Комсомольский    | посёлок                      | 391       |
| 5 | Малый Атлым      | село, административный центр | 452       |

Законом ХМАО — Югры от 30 июня 2017 года № 34-оз, 15 июля 2017 года был упразднён посёлок Сотниково, в связи с отсутствием в нём зарегистрированного в установленном порядке и постоянно проживающего населения.